# Пельтье, Тереза
Тереза Пельтье (фр. Thérèse Peltier, урожд. Marie Thérèse Juliette Cochet; 26 сентября 1873, Орлеан — 18 февраля 1926, XVII округ Парижа) — французская скульптор и лётчица.
Француженки Тереза Пельтье и Раймонда де Ларош претендуют на звание первых в мире женщин, самостоятельно поднявшихся в воздух на летательном аппарате тяжелее воздуха. Считается, что она была первой женщиной-пассажиром в самолёте, но, возможно, она была первой женщиной, которая пилотировала самолёт.

## Биография
Родилась 26 сентября 1873 года в Орлеане и была дочерью винодела.
В 1893 году она вышла замуж за морского врача Альфреда Пельтье (Alfred Peltier) из Парижа, где прожила бо́льшую часть своей жизни. Тереза увлеклась искусством, начала брать уроки скульптуры и выставляться в многочисленных салонах. В 1908 году она получила приз за свою работу от Союза женщин художников и скульпторов, который был первым обществом женщин-художников во Франции. Пельтье специализировался на восковой скульптуре и была включена в 1902 году вместе с Леоном Делагранжем и группой их восковых работ в The Literary Digest.
Делагранж увлёкся авиацией, и 8 июля 1908 года в Турине Тереза Пельтье пролетела с ним в качестве пассажира на расстояние 200 метров, связи с чем широко распространено мнение, что она была первой женщиной-пассажиром в самолёте. Однако сообщалось, что Анри Фарман летал или пытался летать с мадемуазель П. Ван Поттельсберге (P. Van Pottelsberghe) в Генте, Бельгия, в конце мая этого же года. Затем Делагранж научил Пельтье, как управлять своим бипланом Voisin 1907, и она выполнила ряд одиночных полетов, хотя так и не получила лицензию пилота. После нескольких тренировок она впервые самостоятельно полетела одна в Исси-ле-Мулино — это было описано во французском авиационном журнале L'Aérophile.

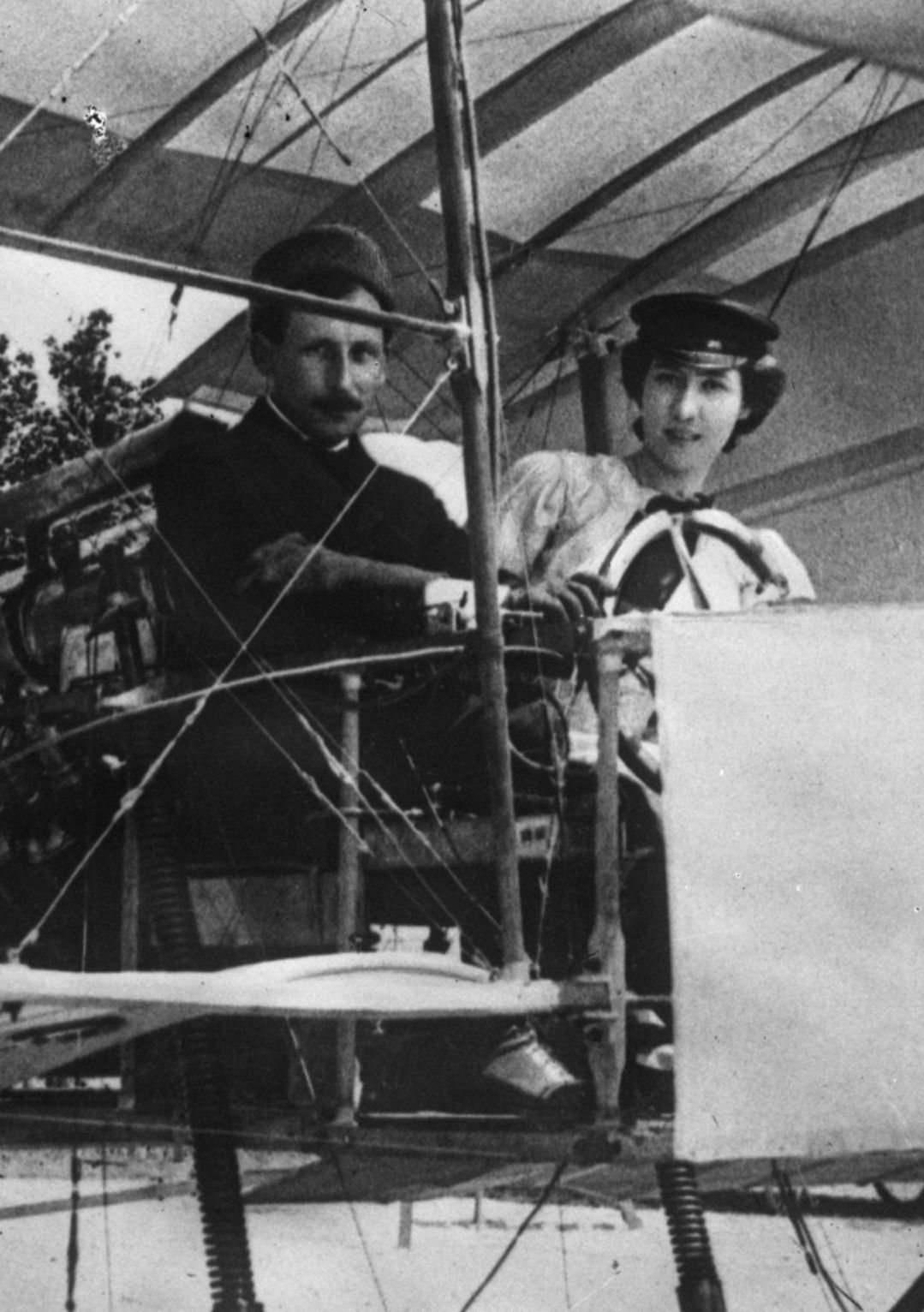
Леон Делагранж и Тереза Пельтье, 1908 год

Также в 1908 году Пельтье сопровождала Делагранжа в его успешной попытке установить рекорд продолжительности полета, в течение которого без посадки он налетал 30 минут 28 секунд. Она также находилась с ним на нескольких итальянских авиационных выставках в Турине и Риме, о которых сообщила французским газетам. Во время этого тура она совершила одиночный полет на 200 метров на высоте 2,5 метра на Военной площади в Турине. Дата этого полета неизвестна, но в еженедельном итальянском журнале L’Illustrazione Italiana об этом сообщалось 27 сентября 1908 года.
В конце 1908 года Делагранж предложил приз в 100 франков женщине-летчику, которая первой пролетит на самолёте расстояние в один километр. Пельтье начала подготовку к соревнованию за этот приз, но когда Леон Делагранж погиб в Бордо в авиакатастрофе 4 января 1910 года, она покинула авиацию навсегда.
Умерла 18 февраля 1926 года в Париже.